# ネガとポジ
『ネガとポジ』は、Plastic Treeの通算8枚目のオリジナルアルバム。2007年6月27日発売。発売元はユニバーサルJ。

## 概要
前作『シャンデリア』から約1年ぶりのリリース。初回盤、通常盤の2タイプ発売。初回盤にのみ、「演奏実験記録<映像版>〜「ネガとポジ」全曲演奏風景〜」を収録したDVD付。通常盤にのみ、「真っ赤な糸 (ネガとポジ版)」、「hate red, dip it (loudest sound edition)」収録。

## 収録曲

### 通常盤
1. 眠れる森 [5:41]
  - 作詞：有村竜太朗、作曲：長谷川正
2. 不純物 [3:49]
  - 作詞・作曲：有村竜太朗
3. エレジー [3:31]
  - 作詞・作曲：長谷川正
4. スピカ (ネガとポジ版) [5:08]
  - 作詞・作曲：有村竜太朗
  - 23rdシングル。
  - TBS系『徳光和夫の感動再会"逢いたい"』エンディングテーマ。
5. ザザ降り、ザザ鳴り。 [4:25]
  - 作詞・作曲：有村竜太朗
6. 無人駅 [4:24]
  - 作詞・作曲：ナカヤマアキラ
7. オレンジ [5:04]
  - 作詞・作曲：長谷川正
8. Sabbath [4:01]
  - 作詞：長谷川正、作曲：ナカヤマアキラ
9. egg [3:11]
  - 作詞：ナカヤマアキラ、作曲：長谷川正
10. 涙腺回路 [4:32]
  - 作詞・作曲：有村竜太朗
11. 黒い傘 [6:10]
  - 作詞・作曲：ナカヤマアキラ
12. アンドロメタモルフォーゼ [8:13]
  - 作詞・作曲：有村竜太朗
13. 真っ赤な糸 (ネガとポジ版) [4:35]
  - 作詞：有村竜太朗、作曲：長谷川正
  - 24thシングル。アウトロがシングル版と異なる。通常盤のみに収録。
  - 日本テレビ系『音燃え!』2008年4月度エンディングテーマ。
14. hate red, dip it (loudest sound edition) [4:40]
  - 作詞・作曲：長谷川正
  - 7thオリジナルアルバム「シャンデリア」収録曲「ヘイト・レッド、ディップ・イット」のアレンジ版。通常盤のみに収録。

### 初回盤
CD
1. 眠れる森 [5:41]
2. 不純物 [3:49]
3. エレジー [3:31]
4. スピカ (ネガとポジ版) [5:08]
5. ザザ降り、ザザ鳴り。 [4:25]
6. 無人駅 [4:24]
7. オレンジ [5:04]
8. Sabbath [4:01]
9. egg [3:11]
10. 涙腺回路 [4:32]
11. 黒い傘 [6:10]
12. アンドロメタモルフォーゼ [8:13]

DVD
1. 演奏実験記録<映像版>〜「ネガとポジ」全曲演奏風景〜